# Mustapha Diallo
Mustapha Elhadji Diallo (Dakar, 14 mei 1986) is een Senegalese voetballer die doorgaans als middenvelder speelt. Hij verruilde EA Guingamp in juli 2018 transfervrij voor Nîmes Olympique. Diallo debuteerde in 2009 in het Senegalees voetbalelftal.
Diallo speelde in Senegal voor ASC Diaraf. In februari 2006 begon hij aan een testperiode bij Club Brugge, nadat hij eerder al bij VfB Stuttgart en Olympique Marseille testte. Uiteindelijk tekende hij een contract voor twee seizoenen. Hij was, samen met Daniël Chavez, de eerste testspeler sinds zeven jaar die een contract kreeg bij Club Brugge. Enkele Franse clubs wilden hem aantrekken, maar stuitten op vreemdelingenwetten.
Diallo maakte zijn debuut voor het Brugse publiek tijdens de Brugse Metten van 2006 tegen Paris Saint-Germain, toen hij tien minuten voor tijd mocht invallen. Enkele minuten later werd hij door Emilio Ferrera weer naar de kant gehaald nadat hij een vliegende tackle inzette op Jérôme Rothen.
Bij Club Brugge belandde hij in het reserve-elftal. In augustus 2007 tekende hij, na een testperiode, bij Racing Ferrol in de Spaanse Segunda División A; Club Brugge liet hem gratis vertrekken. In januari 2008 keerde hij terug naar zijn ex-club ASC Diaraf in Senegal. Hij keerde in het seizoen 2009/10 terug naar Europa, bij EA Guingamp.

## Erelijst
| Coupe de France | 1x | 2013/14 |